# اسپنسر تریسی
اسپنسر بوناونچر تریسی (به انگلیسی: Spencer Bonaventure Tracy) (۵ آوریل ۱۹۰۰ – ۱۰ ژوئن ۱۹۶۷) هنرپیشه سینما و تئاتر آمریکایی بود.
تریسی یکی از ستاره‌های اصلی سینمای کلاسیک هالیوود بود و طی سال‌های ۱۹۲۲ تا ۱۹۶۷ در ۷۵ فیلم ایفای نقش کرد. مؤسسه فیلم آمریکا در سال ۱۹۹۹ او را در رده نهم برترین هنرپیشگان مرد تاریخ سینما قرار داد.

## زندگی
اسپنسر بوناونچر تریسی در ۵ آوریلِ ۱۹۰۰ در میلواکی، ویسکانسین به دنیا آمد. به هنگام تحصیل در «کالج ریپون»، تریسی تصمیم گرفت تا هنرپیشگی را به عنوان حرفه خود انتخاب کند. او بازیگری را در نیویورک فرا گرفت و در تعدادی نمایش در تئاتر برادوی ظاهر شد و سرانجام با نمایش موفق «آخرین مایل» به موفقیت دست یافت. «جان فورد» از بازی او تحت تأثیر قرار گرفت و از او در فیلم «برفراز رودخانه» به همراه «همفری بوگارت» استفاده کرد. شرکت فیلم فاکس (فاکس قرن بیستم) با او یک قرارداد بلند مدت امضا کرد اما بعد از ۵ سال بازی در فیلم‌های غیر برجسته به معتبرترین استودیوی فیلم‌سازی آن زمان یعنی «مترو گلدوین مایر» ملحق شد، جایی که سبب شد تا طلوع بازیگری او آغاز شود. او دو اسکار پی در پی برای بازی در فیلم‌های «ناخداهای دلیر» و «شهرک پسرها» به دست آورد.
او برای دهه‌ها با «کاترین هپبورن» همبازی بود و سرانجام با او زندگی مشترکی آغاز کرد این دو یکی از بهترین زوج‌های بازیگری تاریخ سینما را خلق کردند و بیش از ۸ فیلم با یکدیگر بازی کردند که پایان آن فیلم «حدس بزن چه کسی برای شام می‌آید» بود، به فاصله‌ای کوتاه قبل از مرگ تریسی.
اسپنسر تریسی دو فرزند داشت.

## درگذشت
او در ۱۰ ژوئن ۱۹۶۷ بر اثر حمله قلبی و استعمال دخانیات درگذشت.

## جوایز و افتخارات
در طول فعالیت هنری اش ۹ بار نامزد دریافت جایزه اسکار و ۲ بار برنده این جایزه شد که از این حیث رکورددار است.
- جایزه اسکار بهترین بازیگر نقش اول مرد (۱۹۳۷)
- جایزه اسکار بهترین بازیگر نقش اول مرد (۱۹۳۸)
- جایزه بفتای بهترین بازیگر نقش اول مرد (۱۹۶۸)
- جایزه بهترین بازیگر مرد جشنواره فیلم کن (۱۹۵۵)
- جایزه گلدن گلوب بهترین بازیگر مرد فیلم درام (۱۹۵۳)

## بخشی از فیلم‌شناسی

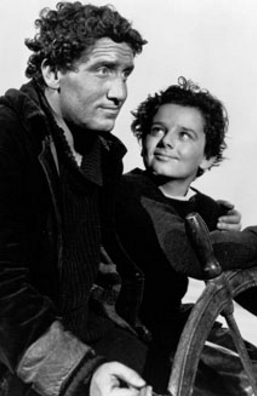
ناخداهای دلیر (۱۹۳۷ همراه فردی بارتالومیو)

از فیلم‌ها یا برنامه‌های تلویزیونی که وی در آن نقش داشته‌است می‌توان به آثار زیر اشاره کرد.
- بالای رودخانه (۱۹۳۰)
- گولدی (۱۹۳۱)
- ۲۰۰۰۰ سال در سینگ سینگ (۱۹۳۲)
- قدرت و جلال (۱۹۳۳ همراه کالین مور)
- مرد کشتار (۱۹۳۵)
- اراذل و اوباش (۱۹۳۶)
- خشم (۱۹۳۶ همراه سیلویا سیدنی)
- سان فرانسیسکو (۱۹۳۶ همراه کلارک گیبل)
- بانوی برچسب خورده (۱۹۳۶ همراه جین هارلو)
- ناخداهای دلیر (۱۹۳۷ همراه لیونل باریمور)
- شهر بزرگ (۱۹۳۷ همراه کلارک گیبل)
- مانکن (۱۹۳۷)
- شهرک پسرها (۱۹۳۸ همراه میکی رونی)
- پرواز آزمایشی (۱۹۳۸)
- استنلی و لیوینگستون (۱۹۳۹)
- این زن را به چنگ می‌آورم (۱۹۴۰)
- گذرگاه شمال غربی (۱۹۴۰ همراه رابرت یانگ و والتر برنان)
- دکتر جکیل و آقای هاید (۱۹۴۱ همراه اینگرید برگمن)
- زن سال (۱۹۴۲ همراه کاترین هپبورن)
- تورتیلا فلت (۱۹۴۲)
- مردی به نام جو (۱۹۴۳ همراه ایرن دان)
- چهارراه هفتم (۱۹۴۴)
- سی ثانیه بر فراز توکیو (۱۹۴۴)
- کس تیمبرلین (۱۹۴۷)
- وضعیت کشور (۱۹۴۸)
- دنده آدام (۱۹۴۹ همراه کاترین هپبورن)
- ادوارد، پسرم (۱۹۴۹)
- پدر عروس (۱۹۵۰ همراه الیزابت تیلور)
- سود کم پدر (۱۹۵۱)
- پت و مایک (۱۹۵۲)
- نیزه شکسته (۱۹۵۴)
- روز بد در بلک راک (۱۹۵۵ همراه رابرت رایان)
- کوه (۱۹۵۶ همراه رابرت واگنر)

- میز (۱۹۵۷ همراه کاترین هپبورن)
- تلاش واپسین (۱۹۵۸)
- پیرمرد و دریا (۱۹۵۸)
- میراث باد (۱۹۶۰)
- شیطان در ساعت ۴ (۱۹۶۱)

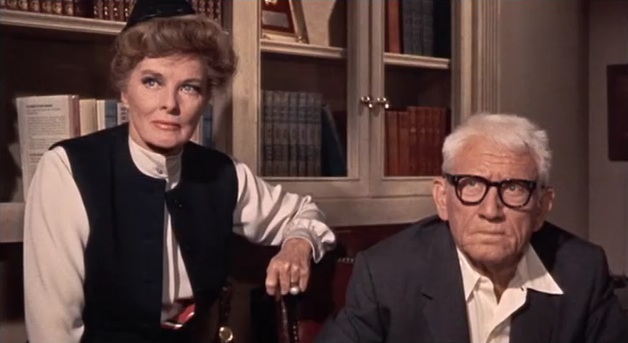
حدس بزن چه کسی برای شام می‌آید (۱۹۶۷ همراه کاترین هپبورن)

- محاکمه در نورنبرگ (۱۹۶۱ همراه برت لنکستر)
- چگونه غرب تسخیر شد (۱۹۶۲)
- دنیای دیوانه، دیوانه، دیوانه، دیوانه (۱۹۶۳ همراه کاترین هپبورن)
- حدس بزن چه کسی برای شام می‌آید (۱۹۶۷ همراه کاترین هپبورن)